# Monastère de Gornjak
Le monastère de Gornjak (en serbe cyrillique : Манастир Горњак ; en serbe latin : Manastir Gornjak) est un monastère orthodoxe serbe situé à Krepoljin, dans le district de Braničevo et dans la municipalité de Žagubica en Serbie. Il est inscrit sur la liste des monuments culturels protégés de la république de Serbie (identifiant no SK 569),.
Le poète et peintre serbe Đura Jakšić est souvent venu au monastère. Il y a écrit Le Voyage à Gornjak et La Nuit à Gornjak.

## Localisation
Le monastère se trouve sur la route Žagubica-Petrovac na Mlavi, dans la gorge de Gornjak au pied d’une falaise dominant la rivière Mlava. 

## Histoire
Le monastère de Gornjak a été fondé en 1380 par le prince Lazar Hrebeljanović. 

## Église de la Présentation-de-la-Mère-de-Dieu-au-Temple
Par son architecture, l'église est caractéristique de l'école moravienne. Elle s'inscrit dans un plan tréflé et est constituée d'une nef unique surmontée d'un dôme. La façade occidentale est dominée par un clocher et est dotée d'un porche.
À l'intérieur, les fresques du XVIIIe siècle ont été remplacées par de nouvelles peintures réalisées au moment de la restauration de l'édifice en 1847 ; elles sont l'œuvre de Živko Pavlović–Moler. L'iconostase, quant à elle, date de 1937 et a été peinte par l'atelier du monastère de Rakovica.

## Chapelle Saint-Grégoire-le-Sinaïte
La chapelle Saint-Grégoire-le-Sinaïte, creusée dans la roche, est ornée de fresques des XIVe et XVe siècles. Elles sont l’œuvre d’un peintre qui a également travaillé pour l’église Saint-Pierre-et-Saint-Paul d’Orlica (1491) et pour le monastère de Prohor Pčinjski (1488-1489). Cet artiste venait probablement de Kratovo.